# Puffball - L'occhio del diavolo
Puffball - L'occhio del diavolo (Puffball) è un film del 2007 diretto da Nicolas Roeg.